# دانتو سوگییاما
دانتو سوگییاما (انگلیسی: Danto Sugiyama؛ زادهٔ ۲۰ مهٔ ۱۹۹۹) بازیکن فوتبال اهل ژاپن است.